# Gastone IV di Béarn
Gastone IV di Béarn, detto il Crociato; in spagnolo Gastón, catalano Gastó, francese e occitano Gaston (1070 circa – Valencia, 1131), fu visconte di Béarn, dal 1090 alla sua morte. Il suo soprannome il Crociato è dovuto al suo ruolo durante la prima crociata. Portò anche il soprannome di signore di Saragozza, dopo aver compiuto la conquista di questa città per conto di Alfonso I d'Aragona, signore luogotenente di Barbastro, luogotenente di Uncastillo, e gentiluomo di Aragona.
Fu un crociato che combatté in Oriente per la conquista di Gerusalemme, ma anche contro i Mori in Spagna. Ciò non gl'impedì di governare la sua contea, di far redigere i fors de Béarn e di costruire diversi rifugi per i pellegrini lungo il cammino di San Giacomo di Compostela.
È considerato il capostipite della famiglia nobile siciliana dei Siracusa.

## Origine
Gastone, secondo il Cartulaire de Sainte Foi de Morlaas era il figlio primogenito del Visconte di Béarn, Centullo V, e della prima moglie, sua cugina Gisla o Gisela di Guascogna, probabilmente figlia di Bernardo II di Guascogna, conte d'Armagnac.

Secondo il Cartulaire du prieuré de Saint Mont (ordre de Cluny), Centullo V di Béarn era figlio del visconte di Béarn, Gastone III e di Adélaïs di Lomagne, sorellastra del conte d'Armagnac e duca di Guascogna, Bernardo II e figlia, secondo la La Vasconie. Tables Généalogiques di Arnaud II, visconte di Lomagne e d'Auvillars, e d'Adalaïs di Poitiers.

## Biografia

### La giovinezza e i primi anni di regno
La data di nascita di Gastone IV non è conosciuta. Si sa solamente che è anteriore al 1074, data dello scioglimento del matrimonio di suo padre Centulle V con sua madre Gisèla; siccome la Chiesa cattolica non ammetteva i matrimoni fra consanguinei, Centullo venne invitato a separarsi dalla moglie sia dal  vescovo di Oloron, Amat, che dal cardinale, Bernard de Millau, abate dell'Abbazia di San Vittore (Marsiglia), ed infine il papa Gregorio VII, nel 1074, gli scrisse una lettera per indurlo a seguire i dettami della chiesa; Centullo seguì le indicazioni del papa e in segno di penitenza Centullo fondò allora il monastero di Santa Fe de Morláas, dipendente dall'abbazia di Cluny come riportato nel Incorporación del vizcondado de Olorón

Dopo essersi separato da Gisla, nel 1077, suo padre, Centullo V, sposò Beatrice, che, secondo la Histoire générale de Languedoc, tomus II, Genealogie des comtes de Carcassonne, de Razes et de Foix era figlia del Conte di Bigorre, Bernardo II e della sua seconda moglie, Stefania o Dolce (?- dopo il 1096, anno in cui Stefania fece una donazione per l'anima del figlio Bertrando), che secondo lo storico Szabolcs de Vajay era viscontessa di Marsiglia, figlia del visconte di Marsiglia, Guglielmo II.

I suoi fratellastri Bernardo e Centullo furono conti della vicina provincia di Bigorre.
Gastone sposò nel 1085 Talèse, giovane nobildonna imparentata con la famiglia reale d'Aragona, la quale gli portò in dote la contea di Montaner.
Succedette a suo padre nel 1090, e dovette, poco dopo, far fronte agli assalti dei suoi nemici ereditari, i visconti di Dax et di Soule. Gastone si impadronì di una grande parte del territorio di Dax; secondo La Vasconie. Première partie, nel 1106, aveva conquistato tutta la viscontea di Dax, ma riuscì a conservare solo la città di Orthez, i Pays di Mixe e Ostabat.
Il solo documento di questa epoca pervenuto fino a noi porta la data ottobre 1094 e mostra Gastone IV nell'atto di consacrare una chiesa.

### La prima crociata

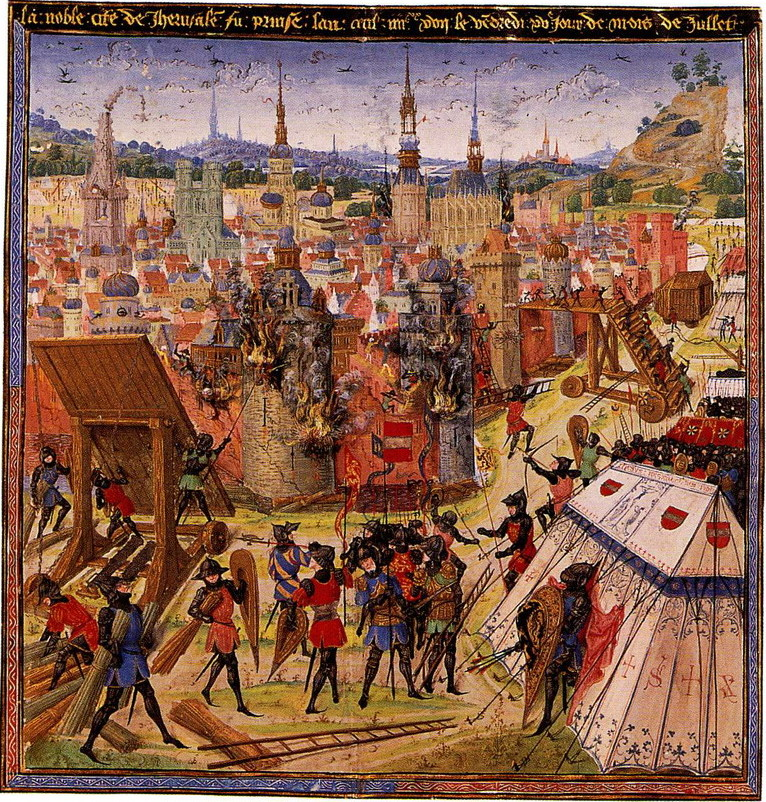
La battaglia di Gerusalemme

In risposta all'appello di papa Urbano II, Gastone si arruolò nel 1096 con suo fratellastro Centullo di Bigorre nell'armata dei crociati comandata da Raymond de Saint-Gilles, composta principalmente da nobili occitani e provenzali del sud del reame francese.

Le cronache non menzionano la presenza di Gastone sul campo prima di Nicea (maggio-giugno 1097), quando prese parte alla battaglia contro l'armata turca che provava a soccorrere gli assediati. Poco dopo, il primo di luglio, con sei altri cavalieri, affrontò il capo dei Turchi nella parata di Dorilea e riportò una vittoria clamorosa.
Durante il lungo e faticoso assedio d'Antiochia (ottobre 1097 - giugno 1098), Gastone partecipò alla costruzione delle catapulte, impiegando probabilmente alcune tecniche apprese dai Bizantini nel corso dell'assedio di Nicea.

Il 28 giugno 1098, ricevette il suo primo incarico importante: guidò i nobili di Guascogna e di Poitou durante la battaglia contro le armate di Kerboga, tenendo intanto al proprio fianco il legato pontificio alla ricerca di Raimondo di Saint-Gilles, malato.

Questa battaglia fu un successo incondizionato per i crociati, con la partecipazione di Gastone a quella carica devastatrice che si rivelò decisiva per la vittoria, poiché permise ai crociati di assumere il controllo della città. È probabile che durante i mesi che seguirono l'assedio di Antiochia, Gaston decidesse di separarsi da Saint-Gilles, poiché il suo nome è citato tra i 150 cavalieri che aiutarono Baldovino I ad impadronirsi della città di Edessa. È per questo motivo che non prese parte alla presa e al massacro di Marre; successivamente, quando i crociati si misero in marcia verso Gerusalemme, Gastone figura di nuovo tra i ranghi dell'armata.
A capo dell'avanguardia dell'armata Gastone, il 3 giugno 1099, entrò a Ramallah, mentre il normanno Tancredi si stava dirigendo verso Betlemme. Da Ramallah, cavalcò fino a Gerusalemme e fu il primo dei crociati a scorgerne le muraglie. Qui subì un attacco da parte della guarnigione fatimida che gli sarebbe potuto costare la vita se Tancredi non fosse arrivato nel momento opportuno.
Fu durante l'Assedio di Gerusalemme che Gastone si rivelò un personaggio chiave delle cronache di quella crociata: fu incaricato, infatti, della costruzione di alcuni macchinari necessari per l'assedio, i "castelli rotanti". Ad Haifa approfittò per lo scopo della presenza della flotta genovese la quale - dopo aver portato rinforzi ai crociati - era stata bloccata da quella fatimida. Gastone riuscì a convincere i capi delle navi a cedergli i loro carpentieri e il legno delle loro barche per costruire macchine da guerra.
Gastone e Trancredi assumevano così il comando delle truppe guascone di fronte alla porta di Golia, ad ovest di Gerusalemme. Nella mattina del 15 luglio, gli uomini di Goffredo di Buglione riuscirono ad avvicinarsi al castello e ad aprire una breccia. Trancredi e Gastone (che fu il primo crociato, si dice, a penetrare nella Città Santa) si lanciarono immediatamente all'attacco, sorpassarono le torri di Davide e Golia dirigendosi verso il piazzale del Tempio mentre l'armata crociata si lasciava andare al saccheggio e al massacro generalizzato. Al Tempio, lasciarono i loro stendardi ad un gruppo di civili rifugiati in cima ad una moschea. Il giorno seguente, un gruppo di crociati esaltati che si stavano dirigendo verso il Tempio assassinò dei civili, provocando la collera di Tancredi e Gastone.
Non avendo che scarso interesse per la propria gloria personale e non avendo un titolo importante, Gastone non prese parte alle lotte e agli intrighi del potere con i quali avevano a che fare i diversi comandanti della forza crociata nella conquista della città santa. Egli decise di rimanere agli ordini di Goffredo di Buglione, quando questi fu nominato protettore di Gerusalemme, piuttosto che imbarcarsi in avventure personali come fecero invece Tancredi o Raimondo di Saint-Gilles.
L'ultimo fatto d'arme cui partecipò Gastone in Palestina fu l'assedio di Ascalona (12 agosto 1099), vittoria crociata che non si concretizzò nella conquista della città, a causa del mancato accordo fra i diversi comandanti. In settembre egli s'imbarcò per Costantinopoli nel porto di Laodicea con il conte di Fiandra, il duca di Normandia e probabilmente col suo fratellastro Centullo di Bigorre, non citato nella cronache.

### Il visconte di Béarn

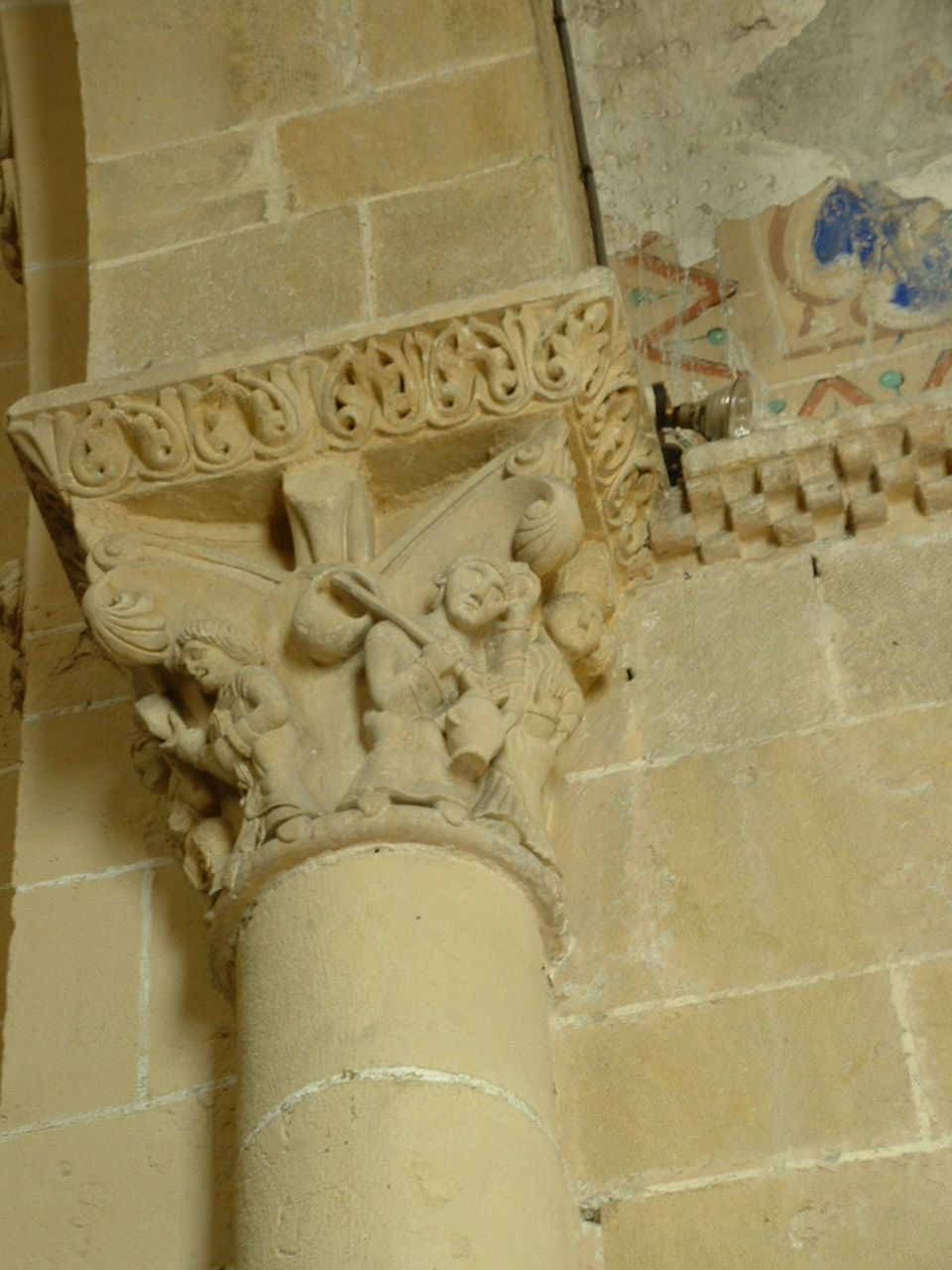
Capitello della cattedrale di Lescar.

Al suo ritorno dalla Terra Santa, Gastone svolse un'intensa attività. Nell'aprile 1101 fondò un ospedale per pellegrini a Lescar. Questo sarà il primo atto di una lunga serie volta a proteggere il cammino di Santiago di Compostela la cui via principale passava per il Béarn e l'Aragona. Nel 1104 Telese fece un'importante donazione all'ospedale di Santa Cristina del Somport, il colle più utilizzato dai pellegrini per attraversare i Pirenei (l'abbazia di Roncisvalle non era ancora stata fondata). Gastone e Telese furono i primi a far erigere una serie di rifugi ed ospedali nei boschi che conducevano a Somport: Mifaget (1114), Lacommande (1118) e Sauvelade (1128).
Gastone fu gran promotore dell'arte romanica nel Béarn, dando inizio alla costruzione della Cattedrale di Santa Maria di Oloron ed a quella di Lescar. Egli realizzò anche la costruzione della chiesa di Sainte-Foy a Morlaàs. Tutti questi edifici hanno in comune l'influenza della Cattedrale di San Pietro a Jaca.
Nel 1102 egli promulgò un privilegio per la città di Morlaàs, allora capitale della viscontea. Tale privilegio fu l'embrione del futuro "Foro di Morlaàs, che a sua volta divenne un documento costitutivo dei "Fori del Béarn".
In politica estera, oltre alla solida alleanza con Alfonso I di Aragona, Gastone firmò un trattato di pace con Bernardo III, conte di Armagnac (1104).
A partire dal 1102 egli subì gli attacchi dei visconti di Dax e di Soule, che pervennero, dopo una lunga e sanguinosa guerra, a recuperare la quasi totalità di quanto avevano perduto nel 1090, esclusi cioè solamente i piccoli territori dei Pays di Mixe e Ostabat nonché la città di Orthez, che rimase definitivamente sotto il controllo del Béarn.
Béarn e Bigorre facevano rispettivamente parte del ducato di Aquitania e del Regno di Francia, ma nel XII secolo questa appartenenza era puramente teorica, al contrario dei legami con l'Aragona. Centullo di Bigorre prestò impegno di fedeltà ad Alfonso I di Aragona nel 1122, uscendo così dall'orbita aquitana. Gastone venne invece sempre considerato dal re aragonese come un suo pari, senza che egli dovesse prestargli giuramento di fedeltà. Si può quindi affermare che Gastone governava la viscontea di Béarn come un principato indipendente.

### Le campagne di Spagna

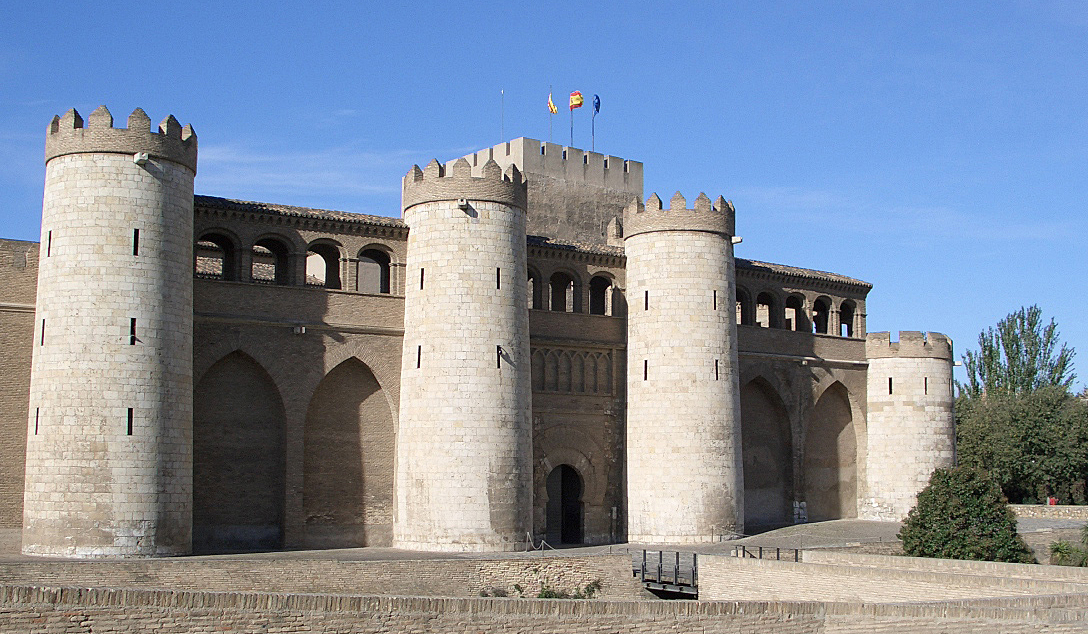
La Aljafería, palazzo dei governatori musulmani di Saragozza.

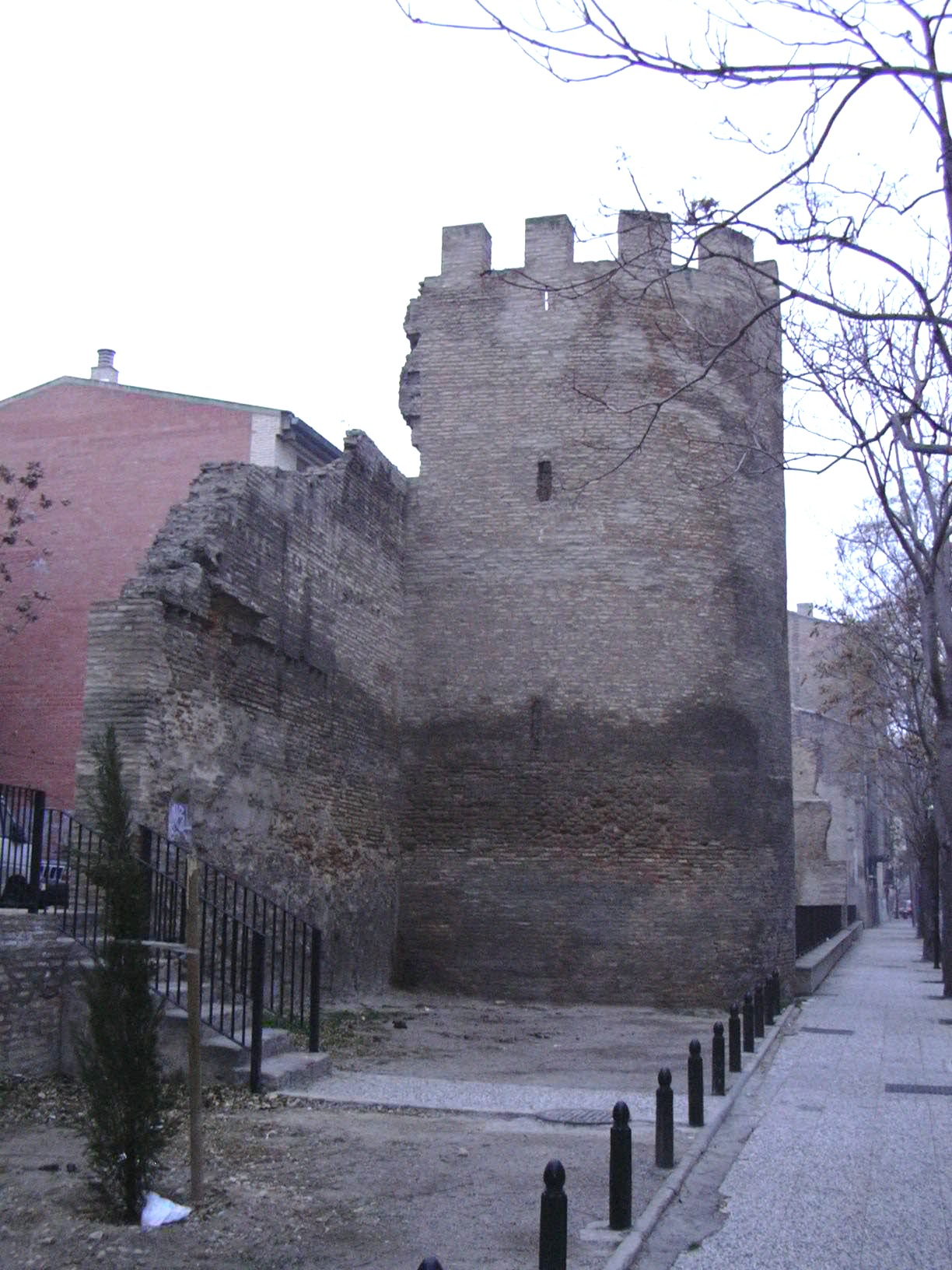
Rovine delle mura medievali di Saragozza

Nel 1110 alcuni cavalieri guasconi aiutarono Alfonso I d'Aragona a tenere in scacco il re del Taifa di Saraqozza Ahmad II al-Musta`in durante la battaglia di Valtierra. S'ignora se Gastone IV abbia partecipato a questa battaglia ma un documento datato 1113 cita il suo titolo signore di Barbastro, il che sta ad indicare ch'egli avesse combattuto in Aragona e ne fosse stato ricompensato.
La prima battaglia di Gastone al fianco di Alfonso, della quale si abbia traccia certa, fu quella del 1117, che condusse alla presa di Morella ed al controllo di Maestrazgo, bloccando le comunicazioni fra Saragozza e Valencia: la capitale dell'Ebro era così isolata dal suo principale appoggio ed esposta ad un attacco nell'anno successivo.
Per questo attacco Alfonso I beneficiava dell'appoggio di numerosi cavalieri francesi, oltre alle sue forze aragonesi e navarrine, poiché papa Gelasio II aveva dichiarato "crociata" la conquista di Saragozza. Gastone accolse i francesi nel Béarn nel maggio del 1118, li condusse a Saragozza ed assunse il comando dell'assedio.
La conquista dei sobborghi fu agevole ma la città resistette per lunghi mesi. Gastone fece costruire 20 catapulte e numerosi "castelli" mobili su ruote simili a quelli utilizzati a Gerusalemme. La città capitolò finalmente il 2 dicembre senza che si sia potuto chiaramente stabilire se fossero stati gli assediati ad arrendersi per fame o se la presa della città sia stata dovuta all'apertura di una breccia nelle mura. Contrariamente a ciò che Gastone aveva potuto vedere in Palestina, non vi furono né saccheggi né massacri. Le vite ed i beni degli abitanti vennero rispettati e coloro che volevano andarsene lo poterono fare. I vincitori si spartirono le grandi ricchezze del governatore almoravide ed il controllo dei diversi quartieri della città. Gastone venne particolarmente ricompensato da Alfonso I con il titolo di signore di Saragozza e con la parìa della corona di Aragona. A sua volta Gastone ripartì una parte delle terre conquistate fra i nobili del Béarn che lo avevano accompagnato.
L'anno seguente (1119), egli prese parte alla fruttuosa campagna contro Tudela, Borja, Tarazona e Soria, nella quale il suo ruolo fu probabilmente messo in ombra dall'arruolamento di cavalieri Normanni.
Gli Almoravidi, allarmati dall'avanzata cristiana, mobilitarono un grande esercito che si diresse verso Saragozza nel 1120. In risposta venne costituito anche un grande esercito cristiano sotto il comando di Alfonso I di Aragona e di Guglielmo IX d'Aquitania, del quale facevano parte i guasconi. Esso tagliò la via agli Almoravidi ed inflisse loro una decisiva disfatta a Cutanda (18 giugno 1120), dopo di che le città di Calatayud e di Daroca caddero facilmente in mano aragonese.
A capo di un territorio aragonese esteso, quasi spopolato e difficile da difendere, Gastone suggerì ad Alfonso di creare una milizia, i "Cavalieri di Montréal", che si consacrassero alla difesa di questa zona. Nel 1122 Alfonso fondò una confraternita simile, i "Cavalieri di Belchite", nella quale Gastone era rappresentato dal vescovo di Lescar, Guy de Lons. In entrambi i casi si trattava di Confraternite di laici, i cui membri tuttavia, a differenza di quelli degli ordini militari successivi come quelli di Calatrava o di San Giacomo, non pronunciavano voti di castità, povertà ed obbedienza.
Durante l'inverno 1124 - 1125, Gastone tornò a guerreggiare in Spagna, prendendo parte alla spedizione contro Peña Cadiella. I crociati conquistarono la Peña, respinsero il contrattacco almoravide, ma dovettero in seguito ritirarsi, non potendo conservare a lungo una posizione così lontana.
L'esperienza di Peña Cadiella diede ad Alfonso l'idea per una spedizione ancor più ambiziosa, con la città di Granada come obiettivo. Questa cavalcata, alla quale Gastone prese parte, fu ampiamente commentata nelle cronache medievali ed è passata alla storia con il nome di Battaglione di Spagna. Alfonso, Gastone e le loro truppe, stimate dai 3.000 ai 5.000 uomini secondo la cronaca, partirono da Plasencia de Jalón il 29 settembre 1125 e giunsero donnanzi a Valencia il 20 ottobre.
A quel punto Alfonso annunciò il vero obiettivo della spedizione: Granada. Pare che i Mozarabi fossero disposti a rovesciare il governo almoravide, o almeno a partire da Granada con i cristiani per andare fino in Aragona.
Passando per Alcira (attaccata senza successo), Dénia e Peña Cadiella, che essi già conoscevano, il battaglione si diresse verso Murcia, e di là verso Purchena, Baeza (il cui attacco si risolse in uno scacco) ed infine Cadice, ove celebrarono il Natale.
Il 7 gennaio 1126 l'armata cristiana giunse di fronte ai bastioni di Granada, dai quali essi speravano che i Mozarabi aprissero loro una porta della città, il che non avvenne. Gastone non poté più costruire macchine da guerra, come aveva fatto negli assedi di Gerusalemme e di Saragozza, per mancanza di materiali. Il 23 gennaio Alfonso ordinò di levare l'assedio e lanciò un'operazione di distruzione dei frutteti di Granada e di Cordova, sperando di provocare così una battaglia in campo aperto contro l'esercito almoravide. La battaglia ebbe finalmente luogo il 10 marzo presso Lucena, traducendosi in una sorprendente vittoria cristiana. Sbarazzatisi dei loro nemici, Alfonso, Gastone ed i rimanenti cristiani attraversarono l'Alpujarra per contemplare il Mediterraneo a Motril.
Di là essi s'incamminarono per il ritorno, carichi di bottino ed accompagnati dai mozarabi che avrebbero ripopolato le terre conquistate in Aragona. Tuttavia i continui attacchi degli almoravidi e le epidemie che si svilupparono rapidamente, decimarono gran parte della spedizione. Gastone comunque fu tra i cavalieri che sopravvissero.

### Morte e testamento
L'ultimo documento comune ad Alfonso e Gastone è datato 1129, a Tafalla. Quando Alfonso si diresse verso la valle di Aran, Gastone ed il vescovo di Huesca, Esteban, rimasero nella Penisola Iberica e continuarono a combattere contro gli almoravidi, perdendo entrambi la vita. Le circostanze in cui ciò avvenne non sono chiare per mancanza di fonti.
Geronimo Zurita dice semplicemente che Gastone ed Esteban furono uccisi dai Mori. Lo storico ispanico-musulmano Ibn Idhari fornisce ulteriori dettagli:
«Quello stesso anno (534 dell'Egira) morì il governatore di Valencia Mohamad Yidar. Yintan ben Ali governò per grazia di Dio. Egli sconfisse i Cristiani e la testa del loro capo, Gastone, fu portata a Granada il secondo mese di Yumada [24 maggio 1131 secondo José María Lacarra]. Essa fu portata in parata nelle vie, issata sulla punta di una lancia ed accompagnata da rullo di tamburi. Ciò ridiede il sorriso all'emiro dei musulmani, Ali ibn Yusuf, che si trovava a Marrakech.»
Il corpo di Gastone fu restituito dietro pagamento di un forte riscatto ed interrato nella Basilica di Nostra Signora del Pilar a Saragozza. Il luogo della tomba non fu più ritrovato a causa dei lavori effettuati nel 1681 o di quelli del 1717. Ciò non di meno, nel tesoro della Cattedrale di San Salvador di Saragozza è conservato l'olifante di Gastone.
Il figlio di Gastone, Centullo VI di Béarn, gli succedette, affidando la reggenza alla madre, Telese. Fedele al suo ideale cavalleresco, Gastone legò tutte le sue terre di Aragona all'Ordine del Tempio, creato da poco. Ciò fu senz'altro fonte d'ispirazione per Alfonso I di Aragona, che nel suo testamento legò egualmente le sue proprietà, incluso il regno, agli ordini militari di Terra Santa (Cavalieri Ospitalieri, Templari, Cavalieri del Santo Sepolcro), fatto che scatenò una grande crisi politica alla sua morte (1134), terminata con l'acquisizione del regno di Aragona da parte del conte di Barcellona, Raimondo Berengario IV di Barcellona, dopo che l'Aragona era divenuta regno di Ramiro II di Aragona, il quale diede la figlia Petronila, sua unica erede, a Berengario.

## Matrimonio e discendenza
Dalla moglie Talese d'Aragona, viscontessa di Montaner (o Montanerès), cugina del re Alfonso I di Aragona, Gastone ebbe:
- Guiscarda, primogenita, che sposò Pietro II, visconte di Gabarret e che fu Viscontessa di Béarn, dopo la morte del fratello[10].
- Un'altra figlia (almeno), di nome ignoto (filiorum ac filiarum mearum), a cui viene fatto riferimento nel documento n° III del Cartulaire de Sainte Foi de Morlaas[11].
- Centullo, citato nel documento n° II del Cartulaire de Sainte Foi de Morlaas[12](1096 circa † 1134), Visconte di Béarn dal 1131 al 1134[10].
- un altro figlio maschio, nato prima del 1101 (filiorum ac filiarum mearum)[11] e morto tra il 1124 e il 1128.

## Gastone di Béarn in letteratura
Gastone di Béarn è uno dei personaggi principali di un'ucronia sulla prima crociata di Ugo Bellagamba (Tancrède, Ed. Les moutons électriques, 2009 ISBN 978-2-915793-73-4).

### Fonti primarie
- (LA)  Cartulaire du prieuré de Saint Mont (ordre de Cluny)
- (LA)  Cartulaire de Sainte Foi de Morlaas
- (LA)  Cartoulaire de l'abbaye de Saint-Victor de Marseille tome I
- (LA)  Cartoulaire de l'abbaye de Saint-Victor de Marseille tome II.

### Letteratura storiografica
- (FR)  Histoire générale de Languedoc, tomus II.
- (FR)  LA VASCONIE.
- (FR)  Pierre Tucoo-Chala, Quand l'Islam était aux portes des Pyrénées, J&D Éditions, Biarritz, 1994. ISBN 2-84127-022-X
- (ES)  Jerónimo Zurita, Anales del reyno de Aragon (Annali del regno d'Aragona)